# International Equestrian Sports Complex
International Equestrian Sports Complex (turkmeniska: Halkara atçylyk sport toplumy) är en hästkapplöpningsbana i Ashgabat i Turkmenistan, och är den största hästkapplöpningsbanan i landet. Anläggningen har en total yta på 90 hektar. Banan öppnades den 29 oktober 2011, och byggdes av det turkiska företaget Etkin.
Banan arrangerar både löptävlingar och hopptävlingar och har 600 stallplatser. I anslutning till anläggningen finns även 57 tvåvåningsstugor och två familjehus för 114 ägare, dagis för 160 barn, 2 marknader, en lekplats, samt idrottsplatser och ett socialt-kulturellt centrum.

## Bilder

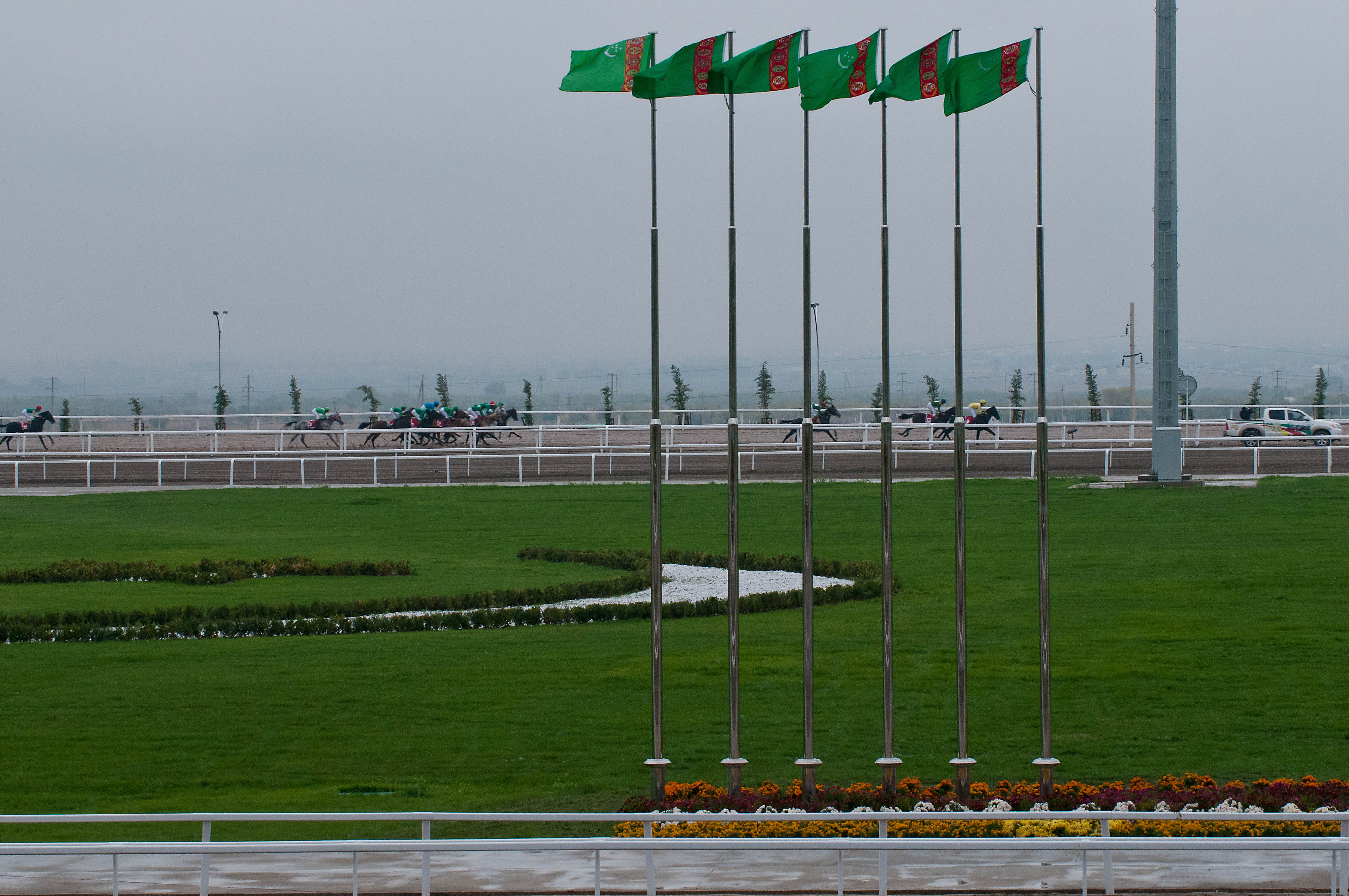
Vy över banan
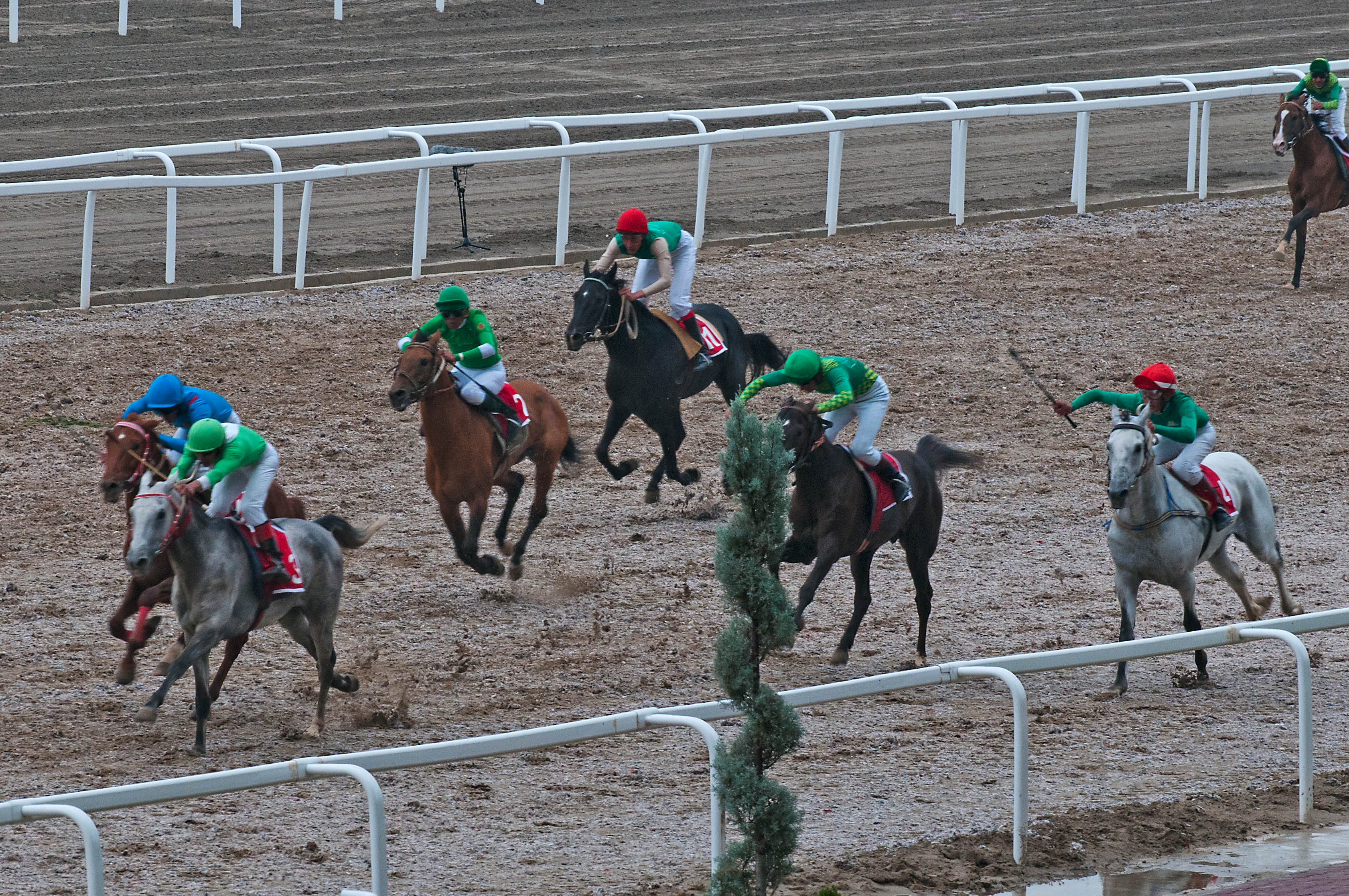
Löp på banan
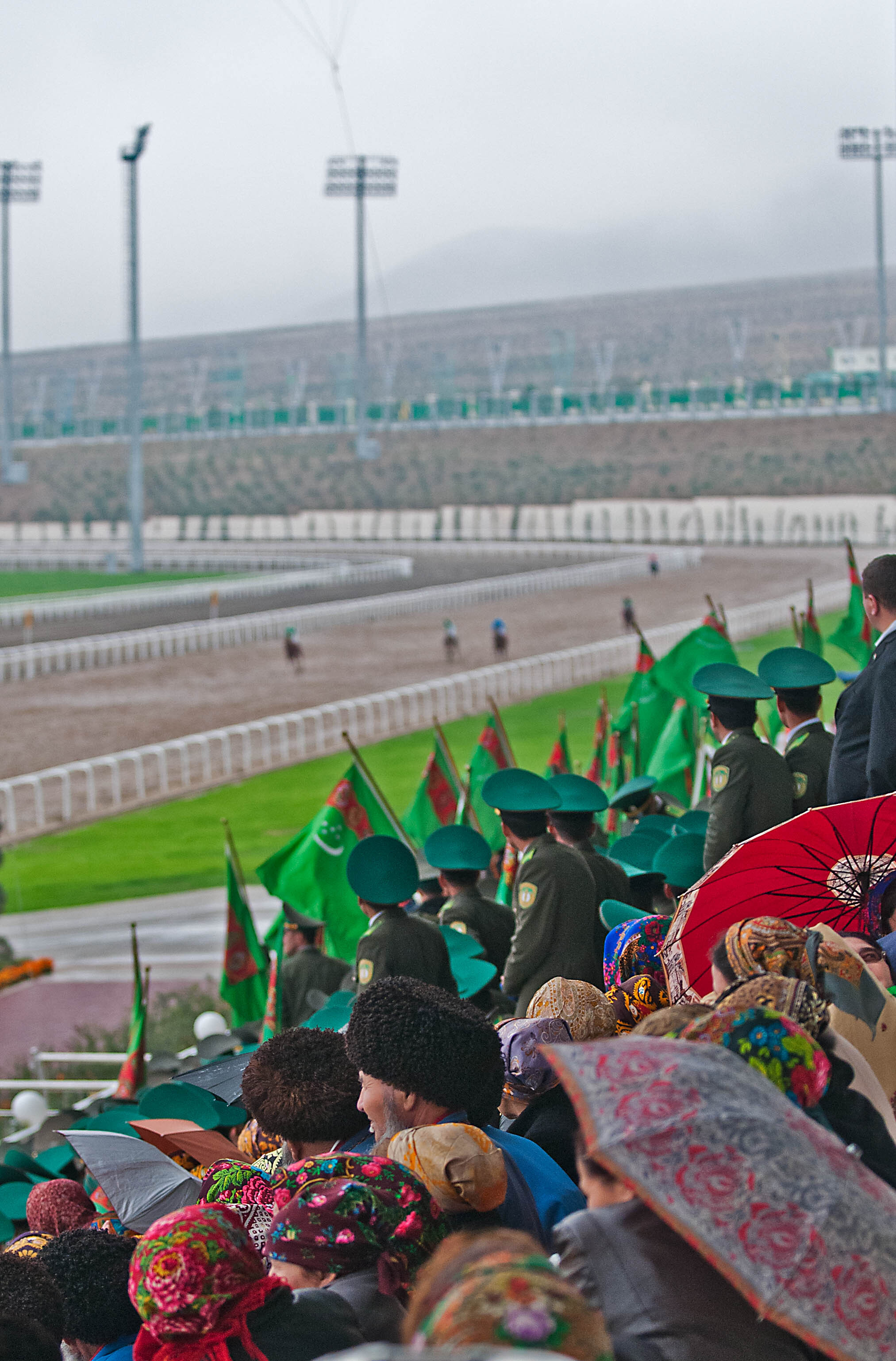
Vy från publikplats